# 3 июля
3 июля — 184-й день года (185-й в високосные годы) по григорианскому календарю.
До конца года остаётся 181 день.
До 15 октября 1582 года — 3 июля по юлианскому календарю, с 15 октября 1582 года — 3 июля по григорианскому календарю.
В XX и XXI веках соответствует 20 июня по юлианскому календарю.

## Праздники и памятные дни
См. также: Категория:Праздники 3 июля

### Национальные
- Беларусь — День независимости (1944).
- Россия, Республика Алтай, Республика Хакасия — День образования (1991).
- США, Американские Виргинские острова — День освобождения от рабства (1848).
- Куба — Фестиваль огней (Fiesta del Fuego) (1981).

### Профессиональные
- Россия — День ГАИ (День ГИБДД).

### Религиозные
Православие
- Память священномученика Мефодия, епископа Патарского (312);
- память благоверного князя Глеба Владимирского;
- память святителя Мины, епископа Полоцкого (1116);
- перенесение мощей святителя Гурия, архиепископа Казанского (1630);
- мучеников Инны, Пинны и Риммы (I—II);
- память священномучеников Аристоклия, пресвитера, Димитриана (Димитрия), диакона, и мученика Афанасия, чтеца (ок. 306)[5];
- память святителя Левкия исповедника, епископа Врунтисиопольского (V);
- память праведного Николая Кава́силы (ок. 1397);
- празднование в честь Моденской (Косинской) иконы Божией Матери.

### Именины
- Католические: Анатолий, Гиацинт, Фома.
- Православные: Андрей, Глеб, Инна, Лука, Наум, Римма, Пинна, Фома.

## События
См. также: Категория:События 3 июля

### До XIX века
- 324 — битва при Адрианополе между войсками римских императоров Константина и Лициния.
- 987 — Гуго Капет в соборе города Нуайон коронован королём Франции. Закончилась эпоха правления династии Каролингов.
- 1528 — Папа Римский Климент VII специальной буллой узаконил орден монахов-капуцинов, главная цель которого — борьба с идеями Реформации.
- 1608 — французским исследователем де Шампленом основан канадский город Квебек.
- 1620 — Протестантская уния и Католическая лига при посредничестве французских дипломатов заключили Ульмский договор (1620).
- 1648 — из Среднеколымского острога вышли в море семь кочей под командованием Федота Алексеевича Попова и Семёна Дежнёва. Последствием этой экспедиции стало открытие Берингова пролива между Азией и Америкой.
- 1773 — близ села Кайнарджа, произошло одно из сражений Русско-турецкой войны[6].

### XIX век
- 1835 — заложено главное здание Пулковской обсерватории на Пулковской горе.
- 1844 — убили последнюю известную пару бескрылых гагарок[7].
- 1849 — французские войска вошли в Рим, положив конец Римской республике.
- 1863 
  - Третий день сражения при Геттисберге. Атака Пикетта, атака Килпатрика под Геттисбергом, сражение при Фэрфилде.
  - Льюис Кэрролл создал постановочную фотографию «Королева Элеонора и Прекрасная Розамунда».
- 1866 — в ходе Австро-прусской войны прусские войска разбили австрийскую армию в Битве при Садове.
- 1879 — на проходящем в Воронеже со 2 по 6 июля (20—24 июня по ст. ст.) съезде партии «Земля и воля» произошёл раскол между враждующими течениями по вопросу о политическом терроре, в частности о цареубийстве. В результате после съезда были образованы две новые партии: «Чёрный передел» и «Народная воля».
- 1880 
  - ведущие европейские страны и США подписали Мадридскую конвенцию о признании независимости Марокко.
  - вышел первый номер журнала Science[8].
- 1885 — украинские эмигранты создали в США товарищество взаимопомощи «Братство святого Николая».
- 1886 — Карл Бенц из Мангейма совершил первый в мире выезд на автомобиле собственной конструкции, достигнув скорости в 16 км/ч.
- 1890 — Айдахо стал 43-м штатом США.
- 1897 — в результате многочасовых обсуждений в ресторане «Славянский базар» Станиславский и Немирович-Данченко решили создать народный театр.
- 1898 — в ходе испано-американской войны на выходе из бухты Сантьяго-де-Куба состоялось морское сражение, закончившееся трагической гибелью испанской эскадры.

### XX век
- 1915 — выпущены первые в Турции бумажные деньги.
- 1917 — в США отменено положение о том, что смотровыми офицерами на американских кораблях могут быть только граждане США.
- 1919 — Главнокомандующий Вооружённых сил Юга России генерал-лейтенант А. И. Деникин издал Московскую директиву, целью которой являлось освобождение Москвы от большевиков.
- 1928 — в продаже[где?] появились первые телевизоры. Стоили они 75 долларов[источник не указан 851 день].
- 1936 — постановлением Совета народных комиссаров создана ГАИ.
- 1940 — чтобы предотвратить передачу французского флота в руки немцев, англичане атаковали базу Мерс-эль-Кебир. Было уничтожено три французских корабля, погибло более тысячи двухсот моряков.
- 1941 — радиообращение Сталина к советскому народу.
- 1944 — в ходе операции «Багратион» войсками РККА от фашистских захватчиков освобождён город Минск.
- 1947 — премьер-министром Индонезии стал Амир Шарифуддин.
- 1948 — Албания потребовала покинуть страну всех граждан Югославии.
- 1949 — «Энола Гей» — бомбардировщик, сбросивший атомную бомбу на Хиросиму, — стал экспонатом музея Смитсоновского института.
- 1953 — австриец Герман Буль первым покорил Нанга Парбат.
- 1954 — в Великобритании отменена карточная система.
- 1956
  - Президент США Дуайт Эйзенхауэр одобрил проведение разведывательных полётов самолётов «У-2» над территорией Советского Союза. Первый полёт состоялся на следующий день, и они продолжались до 1 мая 1960 года, когда самолёт-разведчик был сбит советской ракетой под Свердловском.
  - Правительство Польши разрешило эмиграцию польских евреев в Израиль.
- 1958 — начались ходовые испытания первой советской атомной подводной лодки К-3 «Ленинский комсомол».
- 1960 — конгресс США ввёл запрет на импорт кубинского сахара.
- 1962 — Франция провозгласила независимость Алжира, поскольку на референдуме за это решение высказались 75 процентов проголосовавших (1 июля). Временное правительство Алжира в изгнании вернулось в страну.
- 1966 — на атолле Муруроа (Французская Полинезия) проведено первое испытание ядерного оружия. После потери полигона в Сахаре в результате обретения независимости Алжиром атолл стал главным местом проведения французских ядерных взрывов.
- 1970 — вблизи Барселоны произошла катастрофа самолёта de Havilland DH.106 Comet IV компании Dan-Air, погибли 112 человек.
- 1973 — в Хельсинки начало работу Совещание по безопасности и сотрудничеству в Европе (СБСЕ). Через два года в столице Финляндии будет подписан Заключительный акт.
- 1974 — подписан договор между СССР и США об ограничении подземных испытаний ядерного оружия.
- 1976 — в Бонне подписано соглашение о поставке Ирану двух атомных электростанций западногерманской фирмой «Крафтверкунион».
- 1980 — введена в действие на полную мощность Зейская ГЭС — первенец гидроэнергетики на Дальнем Востоке.
- 1988 — Ирано-иракская война: в Персидском заливе американский крейсер «Винсеннес» сбил иранский пассажирский самолёт А300. Погибло 290 человек.
- 1991 — Верховный Совет РСФСР принял законы о преобразовании Адыгейской, Карачаево-Черкесской, Горно-Алтайской и Хакасской автономных областей в республики в составе РСФСР (Республика Адыгея, Карачаево-Черкесская Республика, Республика Алтай и Республика Хакасия соответственно).
- 1994 — Второй теракт в Бакинском метро.
- 1996 — Борис Ельцин избран президентом РФ на второй срок.

### XXI век
- 2005 — в Испании вступил в силу закон об однополых браках.
- 2006 — астероид 2004 XP14 пролетел на расстоянии 432 308 километров от поверхности Земли.
- 2008 — в городе Солнечногорске убиты президент Московской областной нотариальной палаты Владимир Челышев и ее исполнительный директор Олег Петринский[9][значимость факта?].
- 2010 — открытие гоночной трассы «Нижегородское кольцо»[значимость факта?].
- 2018 — датские учёные впервые создали искусственный человеческий яичник[10].

## Родились
См. также: Категория:Родившиеся 3 июля

### До XIX века
- 1423 — Людовик XI (ум. 1483), король Франции (1461—1483), из династии Валуа.
- 1518 — Ли Шичжэнь (ум. 1593), китайский врач и фармаколог.
- 1728 — Роберт Адам (ум. 1792), английский архитектор.
- 1738 — Джон Синглтон Копли (ум. 1815), американский художник, мастер портретной и исторической живописи.
- 1796 — Николай Полевой (ум. 1846), русский писатель, драматург, литературный и театральный критик, журналист и историк.

### XIX век
- 1831 — Эдмунд Ходжсон Йейтс (ум. 1894), английский писатель и драматург.
- 1844 — Данкмар Адлер (ум. 1900), американский архитектор немецкого происхождения.
- 1845 — Фёдор Дубасов (ум. 1912), русский военно-морской и государственный деятель, генерал-адъютант, адмирал.
- 1850 — Альфредо Кейль (ум. 1907), португальский композитор немецкого происхождения, автор мелодии государственного гимна Португалии.
- 1854 — Леош Яначек (ум. 1928), чешский композитор.
- 1858 — Чарльз Шухерт (ум. 1942), американский геолог, палеонтолог, палеограф, профессор Йельского университета.
- 1864 — Митрофан Пятницкий (ум. 1927), собиратель и исполнитель русских песен, основатель Русского народного хора.
- 1866 — Мария Лилина (ум. 1943), актриса МХТ, народная артистка РСФСР, жена К. С. Станиславского.
- 1875 — Фердинанд Зауэрбрух (ум. 1951), немецкий хирург, один из основоположников грудной хирургии.
- 1876 — Сергей Намёткин (ум. 1950), русский советский химик-органик, академик АН СССР.
- 1879 — Глеб Бокий (расстрелян в 1937), революционер, деятель советских спецслужб, комиссар госбезопасности 3-го ранга.
- 1880 — Карл Шурихт (ум. 1967), немецкий дирижёр.
- 1881 — Наталия Гончарова (ум. 1962), русская художница-авангардистка, график, театральный художник.
- 1883 — Франц Кафка (ум. 1924), чешский философ, немецкоязычный писатель.
- 1886 — Абдул Муис (ум. 1959), индонезийский писатель и журналист.
- 1888 — Рамон Гомес де ла Серна (ум. 1963), испанский писатель, драматург, агитатор за авангардное направление в искусстве.
- 1894 — Зинаида Райх (убита в 1939), актриса театра, заслуженная артистка РСФСР, жена С. Есенина, затем В. Мейерхольда.
- 1895 — Марк Рейзен (ум. 1992), певец (бас), солист Большого театра, народный артист СССР.
- 1897 — Джесс Дуглас (ум. 1965), американский математик.
- 1899 — Павел Соколов-Скаля (ум. 1961), живописец и график, мастер панорам и диорам.
- 1900
  - Алессандро Блазетти (ум. 1987), итальянский кинорежиссёр.
  - Маргарита Рудомино (ум. 1990), советский библиотековед, основатель и первый руководитель Библиотеки иностранной литературы, ныне носящей её имя.

### XX век
- 1906 — Джордж Сандерс (ум. 1972), британский актёр, обладатель премии «Оскар».
- 1908
  - Тома Нарсежак (ум. 1998), французский писатель и сценарист.
  - Сергей Рытов (ум. 1996), советский физик, член-корреспондент АН СССР.
- 1920 — Николай Месяцев (ум. 2011), председатель Гостелерадио СССР в 1964—1970 гг.
- 1924 — Владимир Богомолов (ум. 2003), советский и российский писатель.
- 1925
  - Марк Орлов (ум.2000), советский и российский кинорежиссёр и сценарист.
  - Анатолий Эфрос (ум. 1987), советский режиссёр театра и кино, педагог.
- 1927 — Кен Рассел (ум. 2011), английский кинорежиссёр.
- 1928 — Ян Махульский (ум. 2008), польский актёр, театральный режиссёр, педагог, отец кинорежиссёра Юлиуша Махульского.
- 1929 — Юлиу Эдлис (ум. 2009), советский драматург, прозаик и киносценарист.
- 1930 — Ку Фэн (ум. 2025), гонконгский и китайский актёр кино и телевидения.
- 1932 — Вадим Ильенко (ум. 2015), советский и украинский кинорежиссёр, сценарист, оператор.
- 1935 — Харрисон Шмитт, американский астронавт, участник лунной программы на «Аполлоне-17».
- 1937
  - Том Стоппард, английский драматург, режиссёр, киносценарист и критик.
  - Леонид Шеметков (ум. 2013), советский и белорусский учёный-математик.
- 1941
  - Адур Гопалакришнан, индийский кинорежиссёр, продюсер и сценарист.
  - Геннадий Корольков (ум. 2007), актёр театра и кино, заслуженный артист РСФСР.
- 1942
  - Гунилла Бергстрём (ум. 2021), шведская детская писательница, журналист, художник-иллюстратор.
  - Эдди Митчелл (наст. имя Клод Муан), французский певец и актёр, телеведущий, лауреат премии «Сезар».
- 1944
  - Роландас Павилёнис (ум. 2006), литовский лингвист, философ, политик.
  - Наталья Тенякова (по паспорту Юрская; ум. 2025), советская и российская актриса театра, кино, озвучивания и дубляжа. Народная артистка Российской Федерации (1994).
- 1946 — Боло Йен, китайский киноактёр, культурист, мастер боевых искусств.
- 1951 — Жан-Клод Дювалье (ум. 2014), сын и преемник Франсуа Дювалье на посту президента Гаити (1971—1986).
- 1952 — Лора Брэниган (ум. 2004), американская поп-певица.
- 1955
  - Ли Кэцян (ум. 2023), китайский государственный и политический деятель, член Постоянного комитета Политбюро ЦК КПК (2007—2022). Премьер Государственного совета КНР (2013 — 2023).
  - Ирина Моисеева, советская фигуристка (танцы на льду), двукратная чемпионка мира и Европы.
- 1957 — Микеле Соави, итальянский кинорежиссёр, актёр, сценарист.
- 1959 — Стоян Делчев, болгарский гимнаст, олимпийский чемпион (1980)
- 1960
  - Винс Кларк, британский синтипоп-музыкант, автор песен, один из основателей Depeche Mode.
  - Хокан Лооб, шведский хоккеист, олимпийский чемпион, двукратный чемпион мира.
- 1962
  - Томас Гибсон, американский киноактёр, исполнитель роли Аарона Хотчнера в сериале «Мыслить как преступник».
  - Том Круз, американский киноактёр, режиссёр, продюсер, трижды обладатель премии «Золотой глобус».
  - Хантер Тайло, американская актриса, фотомодель и писательница.
- 1964 — Алексей Серебряков, актёр театра и кино, народный артист РФ.
- 1965 — Конни Нильсен, датская модель и актриса.
- 1968 — Теппо Нумминен, финский хоккеист, трёхкратный призёр Олимпийских игр (1988, 1998, 2006).
- 1969
  - Гедеон Буркхард, немецкий актёр кино и театра.
  - Шони Смит, американская телеведущая, киноактриса, певица, автор песен.
- 1970
  - Сергей Бадюк, российский актёр, спортсмен, общественный деятель.
  - Теему Селянне, финский хоккеист.
  - Одра Макдональд, американская актриса и певица.
- 1971 — Джулиан Ассанж, австралийский интернет-журналист и телеведущий, основатель WikiLeaks.
- 1973 — Патрик Уилсон, американский актёр и певец.
- 1976 — Андреа Барбер, американская актриса.
- 1979 — Элизабет Хендриксон, американская актриса.
- 1980
  - Татьяна Логунова, российская фехтовальщица на шпагах, двукратная олимпийская чемпионка, двукратная чемпионка мира
  - Лиза Оливия Манн, американская киноактриса («Железный человек 2» и «Люди Икс: Апокалипсис»).
- 1981 — Родион Газманов, российский эстрадный певец, киноактёр, сын Олега Газманова.
- 1983 — Ирина Перова, российская актриса театра и кино.
- 1987 — Себастьян Феттель, немецкий автогонщик, четырёхкратный чемпион мира в классе «Формула-1».
- 1988 — Анна Михайловская, российская актриса театра и кино.
- 1989 — Анна Андрусенко, российская актриса театра и кино.
- 1992 — Наталия Рамос, испанская и американская актриса.

## Скончались
См. также: Категория:Умершие 3 июля

### До XX века
- 1642 — Мария Медичи (р. 1573), королева Франции (1600—1610).
- 1848 — Максим Власов (р. 1767), русский военачальник, генерал от кавалерии, наказной атаман войска Донского.
- 1871 — Михаил Бестужев (р. 1800), русский военный, писатель, декабрист.

### XX век
- 1904
  - Теодор Герцль (р. 1860), австрийский журналист и политик, основатель политического сионизма.
  - Джон Белл Хетчер (р. 1861), американский палеонтолог, открывший трицератопсов.
- 1908 — Джоэль Чандлер Харрис (р. 1845), американский журналист, писатель, фольклорист, автор «Сказок дядюшки Римуса».
- 1911 — Газарос Агаян (р. 1840), армянский писатель, педагог.
- 1916 — Гетти Грин (р. 1834), американская предпринимательница, самая богатая женщина в мире.
- 1918 — Мехмед V (р. 1844), султан Османской Империи (1909—1918)
- 1922 — Станислав Козьмян (р. 1836), польский писатель и театральный деятель.
- 1935 — Андре Гюстав Ситроен (р. 1878), французский инженер и промышленник, создатель известной автомобильной компании.
- 1969 — Брайан Джонс (р. 1942), гитарист, участник британской рок-группы «The Rolling Stones».
- 1970 — Михаил Сумароков-Эльстон (р. 1893), российский теннисист, участник Летних Олимпийских игр 1912 года в Стокгольме.
- 1971 — Джим Моррисон (р. 1943), лидер и вокалист американской рок-группы «The Doors».
- 1972 — Вадим Синявский (р. 1906), советский спортивный журналист и радиокомментатор.
- 1973 — Лоуренс Хаммонд (р. 1895), американский инженер, изобретатель электрооргана.
- 1974 — Сергей Лебедев (р. 1902), создатель первых советских ЭВМ серии БЭСМ, академик АН СССР.
- 1977 — Александр Волков (р. 1891), русский советский писатель и переводчик.
- 1979 — Луи Дюрей (р. 1888), французский композитор, общественный деятель.
- 1990 — Иван Петров (р. 1924), советский художник-баталист, заслуженный художник Украинской ССР.
- 1995 — Панчо Гонсалес (р. 1928), американский теннисист, 4-кратный победитель турниров Большого шлема.
- 1998 — убит Лев Рохлин (р. 1947), российский политический и военный деятель, генерал-лейтенант.
- 1999
  - Игорь Бельский (р. 1925), артист балета, хореограф, педагог, народный артист РСФСР.
  - Пелагея Кочина (р. 1899), советский учёный в области гидродинамики, академик АН СССР.
- 2000 — Кемаль Сунал (р. 1944), турецкий актёр-комик.

### XXI век
- 2003 — Юрий Щекочихин (р. 1950), российский журналист и писатель, депутат Государственной думы.
- 2004 — Андриян Николаев (р. 1929), советский космонавт № 3, дважды Герой Советского Союза.
- 2012 — Серджио Пининфарина (р. 1926), итальянский автомобильный дизайнер.
- 2017 — Паоло Вилладжо (р. 1932), итальянский актёр-комик, режиссёр, писатель.
- 2020 — Абдулманап Нурмагомедов (р. 1962), российский спортсмен, тренер, отец Хабиба Нурмагомедова.
- 2025
  - погиб Диогу Жота (р. 1996), португальский футболист, нападающий английского клуба «Ливерпуль»
  - Майкл Мэдсен (р. 1957), американский актёр, поэт.

## Приметы
- Мефодий Перепелятник.
- Тенетник, паутинный день, погодо-указатель.
- Если в этот день паук не раскидывает сети — будет дождь, а снова плетёт паутину — перемена погоды к лучшему.
- Если дождь пойдёт — идти ему 40 дней (с перерывами)[11][неавторитетный источник].